# Kirill Antonowitsch Gorbunow
Kirill Antonowitsch Gorbunow (russisch Кирилл Антонович Горбунов; * 1822 im Dorf Wladykino, Ujesd Tschembar, Gouvernement Pensa; † 8. November 1893 in Zarskoje Selo) war ein russischer Porträtmaler und Lithograf.
Kirill Gorbunow wurde als Leibeigener geboren und durfte trotzdem von 1836 bis 1840 in Moskau bei Carl Wilhelm von Rabus Malerei studieren. Auf Empfehlung von Nikolai Gogol setzte er seine Studien bis 1846 an der Petersburger Kaiserlichen Kunstakademie als Schüler von Karl Brjullow fort. Zu Anfang der sechs Petersburger Studienjahre – genauer anno 1841 – erreichte Brjullow gemeinsam mit Wassili Schukowski beim Zaren die Befreiung des jungen Malers aus der Leibeigenschaft. Dieser Status ermöglichte Kirill Gorbunow ab 1846 die Arbeit als Freier Künstler. Das bedeutete unter anderen, Gorbunow durfte ein eigenes Atelier eröffnen. 1851 wurde er für die Porträtierung von Professor Alexei Markow zum Akademiker ernannt.

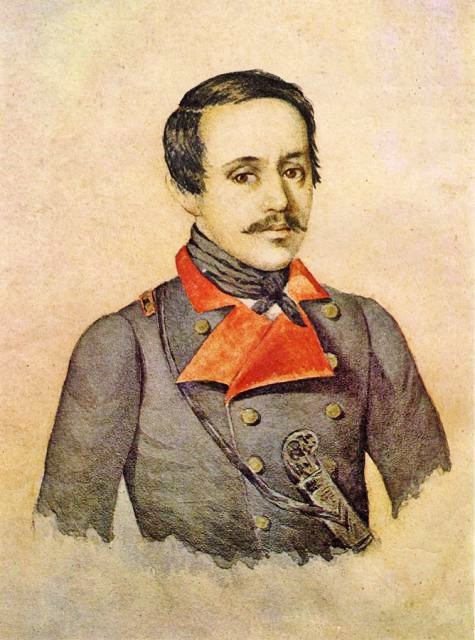
Michail Lermontow, im Mai 1841 aquarelliert von Kirill Gorbunow

Kirill Gorbunow malte Porträts bekannter russischer Kulturschaffender (unter anderen Wissarion Belinski, Alexander Herzen, Nikolai Ogarjow, Timofei Granowski, Michail Lermontow, Nikolai Gogol, Iwan Turgenew, Nikolai Stankewitsch, Michail Schtschepkin, Alexei Kolzow, Iwan Panajew, Wladimir Odojewski, Iwan Gontscharow, Pawel Annenkow und Michail Bakunin) sowie zweier Zaren (Alexander II. und Alexander III.) und lehrte 1851 bis 1888 am Smolny-Institut. Neben Lithografien, im Auftrage von Alexander Herzen ausgeführt, schuf der Künstler auch noch Fresken und Ikonen.